# Burns, Wyoming
Burns är en småstad i Laramie County i delstaten Wyoming i USA, med 301 invånare vid 2010 års folkräkning. Staden är belägen omkring 40 kilometer (25 miles) öster om delstatens och countyts huvudstad Cheyenne. 
Burns grundades 1907 och döptes ursprungligen till Luther av de tyskättade nybyggarna i området.

## Kommunikationer
Union Pacific har en station i orten på sin transkontinentala järnvägslinje, som i Wyoming idag enbart används för godstrafik. Ett par kilometer söder om staden passerar motorvägen Interstate 80 i öst-västlig riktning.